# Gewone miljoenpootvlieg
De gewone miljoenpootvlieg (Pelidnoptera fuscipennis) is een vliegensoort uit de familie van de miljoenpootvliegen (Phaeomyiidae). De wetenschappelijke naam van de soort is voor het eerst geldig gepubliceerd in 1830 door Meigen.